# Isola Nelly
L'isola Nelly (in inglese Nelly Island) è una piccola isola antartica facente parte dell'arcipelago Windmill.
Localizzata ad una latitudine di 66° 13' sud e ad una longitudine di 110°10' est nella baia Vincennes, l'isola è la più grande delle Frazier. Il primo sbarco è avvenuto il 21 gennaio 1956 durante una delle spedizioni del peograma ANARE.